# Исадское сельское поселение
Исадское сельское поселение — муниципальное образование (сельское поселение) в Спасском районе Рязанской области.
Административный центр — деревня Аргамаково.

## История
Исадское сельское поселение образовано в 2006 года.

## Население
| 2010 | 2012 | 2013 | 2014 | 2015 | 2016 | 2017 | 2018 | 2019 |
| ---- | ---- | ---- | ---- | ---- | ---- | ---- | ---- | ---- |
| 951  | ↘899 | ↘851 | ↘812 | ↘791 | ↘766 | ↘764 | ↘758 | ↘738 |
| 2020 | 2021 |      |      |      |      |      |      |      |
| ↘722 | ↘538 |      |      |      |      |      |      |      |

## Административное деление
В состав сельского поселения входят 6 населённых пунктов
| № | Населённый пункт | Тип населённого пункта          | Население |
| - | ---------------- | ------------------------------- | --------- |
| 1 | Аргамаково       | деревня, административный центр | ↘362      |
| 2 | Исады            | село                            | ↘476      |
| 3 | Красный Яр       | посёлок                         | 53        |
| 4 | Студенец         | посёлок                         | 23        |
| 5 | Чевкино          | деревня                         | ↘13       |
| 6 | Шатрище          | село                            | ↘24       |

## Местное самоуправление
Главы сельского поселения
- до 2023 года — Александр Васильевич Воробьев[14]
- с 2023 года — Андрей Александрович Брехов